# 紫罗兰永恒花园
《紫羅蘭永恆花園》是由曉佳奈撰寫，高瀨亞貴子繪製插畫的日本輕小說作品，由KA Esuma文庫出版、發行。獲得第5屆京都動畫大獎，也是該比賽舉辦以來，目前唯一獲得大賞獎的作品。
作品得名於女主角——薇爾莉特·伊芙加登（日语：ヴァイオレット・エヴァーガーデン），早期由於獲得京都動畫大獎而獲得關注，但是當時小說的細節並未揭露，粉絲便將此作品暫譯為《紫羅蘭永恆花園》，在網絡上廣為流傳。儘管之後作品内容細節漸漸在網絡上公佈，也沒有新的翻譯獲得網絡上認可，反而這個中文暫譯最終獲得Netflix等影音平臺的追認。
2016年5月27日，京都動畫在作品網站公布本作動畫化的消息，以及公開一段宣傳廣告影片。同年12月21日，京都動畫在其YouTube官方頻道上公開第四段宣傳影片，並分別邀請了五位歌手以華語、英語、韓語及法語為影片翻唱印象曲《Violet Snow》。2018年1月10日起東京都會電視台1频道、愛知電視台、ABC朝日放送深夜時段首播。 在電視動畫完結後，京都動畫宣布預定於2020年1月上映完全原創電影版；而在2019年4月19日，京都動畫在其YouTube官方頻道公開特報影像，宣佈電影版將於2020年1月10日上映，同時將於2019年9月限定上映一外傳動畫（京都動畫縱火案成功尋回的檔案之一，照原定日期上映）。電影版隨後因為京都動畫縱火案延期至4月24日，後又因嚴重特殊傳染性肺炎疫情而再次延期至9月18日。

## 故事簡介
後世打字機的原形，是奧蘭多博士為盲眼而無法執筆的小說家妻子而發明的，博士稱其為「自動手記人偶」，之後成為整個代筆界的稱呼。凡從事替人書寫工作的女性便被稱為「自動手記人偶」。
因戰爭失去雙手，後來裝上義肢的少女——薇爾莉特·伊芙加登，成為C·H郵政公司其中一名「自動手記人偶」。為了能夠理解在戰場上重要的人傳達給她的說話，她踏上一段尋找何謂「愛」的旅程，前往不同的地方為不同的委託人代筆，將對方的心意及思念化作一封封的信件，將重要的話傳遞出去。

## 出现国家
- 昂榭尔王国：大陆西南部最大的国家，首都安榭涅。地形平坦，温差小，宜居，农业大国。
- 莱顿沙夫特里希：大陆南方中心地带，首都萊登。夏季炎热潮湿，冬季温暖少雨，农业产值高，且多港口。
- 阿斯特赖亚国：大陆西南部，国土中部有山脉穿过。
- 德罗赛尔王国和弗吕格尔王国：有广阔的国土和森林，以森林产业为主。
- 杰纳崔克斯国：大陆西南部，忒弥斯大河南岸的是杰纳崔克斯国，南部是阿斯特赖亚国，西部是昂榭尔王国和德罗赛尔王国北部与弗吕格尔王国隔河相望。[9]

## 登場角色

### 主要人物
薇爾莉特·伊芙加登（Violet Evergarden，聲：石川由依、季冠霖（中国大陆））
本作女主角，擁有金髮藍瞳的美麗少女。孤兒，父母與其年紀不詳，大約14歲。前少女兵，後為C.H郵政公司的自動手記人偶，專職代筆寫信。
之前被基爾伯特的兄長在東北戰域找到，因為與其樣貌極度不相稱的強大戰鬥力，不被當作是人而是戰爭武器培育，隨後由基爾伯特收養，並以紫羅蘭為名（薇爾莉特）。一開始是個需要他人命令，沒有自主意識的女孩。之後在與基爾伯特的相處過程中，慢慢學會言語以及文字。在一次外出時，獲他贈予一顆如基爾伯特眼睛顏色般美麗的祖母綠寶石胸針。時時刻刻帶著它，當作自己主人般在守護著。對於薇爾莉特而言，基爾伯特是個特殊且不可被取代的人。在因騰斯要塞攻堅戰中失去一雙手臂，退役後因基爾伯特的安排而成為伊芙加登家的養女。
於C·H郵政公司工作。一開始擔任郵差的職務，但出於想了解基爾伯特於命危時對自己說的「我愛你」是什麼意思而轉為擔任「自動手記人偶」的工作，替他人寫信傳達心意。因成長背景所限，使得薇爾莉特一開始並不懂得戰場以外的事情，但透過一次次的代筆工作與各式各樣的人相遇之後，逐漸學會人與人之間的相處以及情感，也稍微理解「愛」是怎樣的情緒。
小說與動畫的結局有所出入。動畫的結局是接續電影版，薇爾莉特18歲時離開C·H郵政公司，於艾卡路堤島與基爾重遇，之後一直在島上生活。基爾伯特擔任教職，薇爾莉特則從事島上代寫及郵政相關業務，十分受人歡迎，甚至有以其形象出版發行的紀念郵票。小說下卷在火車劫持事件中與基爾伯特重遇，之後在書信中向基爾伯特告白，並明確表達愛意。
名字取自紫羅蘭，花語是永恆之美、質樸、美德、盛夏的清涼，以及真诚。
基爾伯特·布甘比利亞（Gilbert Bougainvillea，聲：浪川大輔、杨天翔（中国大陆））
本作男主角，萊登夏弗多里希帝國陸軍少校，29歲。其家族為創國以來便延續下來的古老家族，因此承襲家族傳統而成為軍人保衛國家。因某一次與兄長會面後，決定收養薇爾莉特。日經月累的相處之下，不知不覺當中愛上了薇爾莉特。但卻因其軍人身分，時常壓抑著自己的心情，同時對薇爾莉特被帶上戰場深感內疚。之後在因騰斯要塞攻堅戰期間，一時大意被敵軍擊中，身受重傷，在性命垂危之時，親口對薇爾莉特說出了「我愛你」並命她要自由地活下去。當敵軍向自家主堡開炮，即將坍崩的千鈞一髮之際奮力將薇爾莉特推出，自己被埋在瓦礫堆裡，事後只找到他的姓名牌而未有尋獲遺體。
動畫的結局基爾伯特並沒有死，而是在艾卡路堤島生活，幫人代寫書信及在學校從事教學。最後薇爾莉特得知線索，至島上找到基爾，但被他拒絕相見。當他讀過薇爾莉特寫給他最後一封表白信之後，決定不再逃避她並共同在島上定居。
在小說中，出於希望薇爾莉特不要永遠只服從自己的命令、能夠獲得自己人生的目標，要求霍金斯告訴她說自己已經陣亡。於火車劫持事件中再次和薇爾莉特遇見並表達愛意。後來晉升為上校，希望強大到無人能傷害薇爾莉特。最終親吻薇爾莉特並求婚。
其姓氏取自九重葛屬。
克勞迪亞·霍金斯（Claudia Hodgins，聲：子安武人、王凯（中国大陆））
原為萊登夏弗多里希陸軍中校，31歲。戰爭結束後退役並創立C·H郵政公司。除了是社長還身兼薇爾莉特的監護人。個性與基爾伯特迥異，兩人在士官學校結識成好友。騰斯要塞攻堅戰之前，基爾伯特曾拜託他代為照顧薇爾莉特，之後履行承諾雇用她到自家公司，並帶領她學習新的事物，將她視為女兒一般照顧。
對薇爾莉特說出「妳還不知道，妳過去的所作所為正逐漸讓自己惹火上身且越燒越烈。」（註：醫學上就是創傷後壓力症候群）。隨著劇情，薇爾莉特也開始體會到這火其實就是良心上的譴責。
在小說中具有比較明顯的嗜酒傾向。對薇爾莉特隱瞞了基爾伯特生還的事實。在動畫中為薇爾莉特挑選衣服顯示其具有品味。
多年後，隨着電話和其他科技產物取代，書信日漸式微，連代筆寫信的自動手記人偶也不復存在，其名下的C·H郵政公司結束營運，成為一間郵政博物館。

### C·H郵政公司
克勞迪亞·霍金斯（Claudia Hodgins，聲：子安武人）
C·H郵遞公司社長，詳細請參見主要人物「克勞迪亞·霍金斯」。
嘉德麗雅·波德萊爾（Cattleya Baudelaire，聲：遠藤綾）
與薇爾莉特同樣是C·H郵遞公司的自動手記人偶。喜怒哀樂都很激烈，情感豐富。不過也具備感性，文風濃烈而熱情，因而經常負責為戀愛煩惱的委託人寫信。表面上非常喜歡霍金斯，積極地吸引他，卻總是被無視，但實際喜歡的人是貝內迪克特，也因此常常故意和他吵架。
小說中提及其為前拳擊手而擁有罕見的怪力，同時似乎亦精通杖術及鞭術。在外傳中與貝內迪克特交往。
其名字取自嘉德麗雅蘭屬。
貝內迪克特·布盧（Benedict Blue，聲：内山昂輝）
C·H郵遞公司的郵差之一。語氣和態度雖然惡劣，但是一個本性很好的青年。
在小說稱呼薇爾莉特為「薇」，將她視為義妹般照顧。外傳中，其真實身份為被稱作「戰鬥狂」的前傭兵，來自其他大陸的「塔」（某戰鬥培訓機構，不斷給予孩子們藥劑與香料來塑造出最強的戰力），遺忘除了「擁有一個妹妹」以外的所有記憶。Ever After中成了C·H郵政公司分社社長。
姓名為霍金斯所取，典出守護旅人的神祇，姓氏沿用其傭兵時代以眼睛顏色自取的代號「布盧」。
艾莉卡·布朗（Erica Brown，聲：茅原實里）
動畫原創角色。C·H郵遞公司的自動手記人偶。因為看了奧蘭多博士的妻子茉莉夫人寫的小說深受感動，而投入人偶一職；曾經覺得自己不適合做這個工作，跟薇爾莉特交談過後決定繼續擔任自動手記人偶。
其名字取自歐石楠屬。
愛麗絲·坎納利（Iris Canary，聲：戶松遙）
動畫原創角色。C·H郵遞公司的自動手記人偶的新人之一，立志成為萊登中第一的手記人偶，因為故鄉卡札利本身就是沒什麼戰略資源的鄉村地區，因此跟薇爾莉特等人相比較沒有受到戰火洗禮的經歷。
一開始因為不習慣薇爾莉特的個性而不喜歡她，但在一起出差到故鄉卡札利後從此改觀。動畫版後期還和艾莉卡·布朗一同鼓勵陷入低潮的薇爾莉特。
其名字取自鳶尾屬，姓氏則為金絲雀。
羅蘭（Roland，聲：各務立基）
動畫原創角色。C·H郵遞公司的郵差之一，性格敦厚。
將艾莉卡和愛麗絲寫的信送達給薇爾莉特，隨後和她一起補送信件，並對她說道「沒有一封信，有理由不被送到該去的人身邊」，鼓舞了失落的薇爾莉特。
拉克絲·西比拉（Lux Sibyl）
在名為舍瓦利耶的孤島上的「理想鄉」中被當成半神崇拜的少女。被薇爾莉特救出後，在C·H郵政公司擔任霍金斯的秘書。是個堅強而又溫柔的少女，其後亦成為薇爾莉特的第一個茶友。未在動畫中登場。
其姓氏意指古代的女巫。

### 自動手記人偶養成學校
露庫莉雅·瑪爾柏洛（Luculia Marlborough，聲：田所梓）
動畫原創角色。薇爾莉特在學校的同學，對薇爾莉特十分友好。
家中只有一個從戰場上退役歸來，每天酗酒鬧事的哥哥。一直想對哥哥表示謝意，卻無法開口。薇爾莉特將她的心意打成信並送到她哥哥手上。露庫莉雅對此十分感激，以此信拜託學校老師讓薇爾莉特畢業。
成為了手記人偶，也參與了在沙赫爾天文台的古代文獻謄寫任務。
其名字取自滇丁香屬。
羅德希（聲：野沢由香里）
動畫原創角色。學校的教官。起初因薇爾莉特無法從人們話語中找出想表達的心意而不認可她的表現，不過看了她為露庫莉雅寫給哥哥的信後，決定讓她畢業並祝福她成為一個優秀的自動手記人偶。
其名字取自鱗托菊。

### 其他人物
迪托夫里特·布甘比利亞（Dietfried Bougainvillea，聲：木內秀信）
基爾伯特的哥哥，進入了海軍並靠著自己的實力得到今日的地位。但因與家族代代從事陸軍的傳統相違背而不被家族認同。在家族中僅與弟弟基爾伯特有所交流，曾自嘲非理想的兄長，但發自內心關愛著弟弟。
撿到了薇爾莉特，在發現對方僅僅只聽從自己一人的命令便一直利用著她，對其戰鬥力感到害怕才轉手給弟弟。
起初對待薇爾莉特的態度非常惡劣，認為她只是聽從命令的工具。在動畫中，退役後的薇爾莉特後來在火車頂上為他擋子彈、眼見她拿回基爾伯特送的祖母綠寶石胸針時的表情、以及她為救人以雙手為代價奮力拆除橋上炸彈，因而開始對薇爾莉特改觀。簽下和平條約後，帶薇爾莉特到家裏見母親，並命她記著弟弟要一直生存下去。
史賓賽·瑪爾柏洛（Spencer Marlborough，聲：木村昴、日笠陽子（幼少））
動畫原創角色。露庫莉雅的哥哥，因為當年服役的西部戰線突然遭突破，在黑爾內的父母親連遺物都沒留下就去世，故內心十分自責，並開始沉迷於酒精之中，借酒澆愁。從薇爾莉特手中拿到薇爾莉特將她妹妹的心意打成的信，看完之後便流下眼淚來，因此才決定振作起來，與妹妹的關係變好。後來找薇爾莉特替他寫信予妹妹。
夏洛特·艾柏弗蕾亞·德洛塞爾（Charlotte Eberfreya Drossel，聲：中島愛）
年僅14歲的德洛塞爾王國公主，自小受宮廷女官艾柏塔（Alberta，聲：小山茉美）的教導，將其視為母親般看待。
曾在4年前的生日宴會上，被比她年長10歲的弗呂格爾王子達米安·巴鐸爾·夫琉格魯（Damian Baldur Flügel，聲：津田健次郎）安慰而對他抱有愛慕之情。戰後獲安排與他作政治婚姻，並聘請薇爾莉特為她代寫情書。最終在薇爾莉特牵线下，開始自行寫信，成功傳達自己的真實情感予達米安，並與他結為夫妻。
其姓氏取自德文的鶇科。
萊昂·史蒂凡諾提斯（Leon Stephanotis，聲：上村祐翔）
16歲，是沙赫爾天文台抄本部最年輕的職員，實力非凡，對天文抱有相當的熱誠。
母親是到處賣藝的藝人，並在因緣際遇下遇見父親 -- 同樣需要到處遊歷的沙赫爾天文台文獻收集員。萊昂是兩人的獨生子。後來父親在工作時失蹤，母親為了找尋他亦一去不回，導致萊昂成為孤兒，長大後在沙赫爾天文台工作亦是希望自己的父母能找到這裡。
原本對女性和要與手記人偶合作感到不悅。第一眼見到薇爾莉特因她的美貌感到震撼，並對薇爾莉特的打字速度感到驚訝。知道薇爾莉特也是孤兒後對她有稍微同情。在與薇爾莉特的謄寫工作完畢後鼓起勇氣相約觀看二百年一遇的阿里彗星，在星空下談話中發現薇爾莉特其實愛著少校。
萊昂後來下定決心要像父親一樣到處收集文獻，亦許下能與薇爾莉特再次相遇和觀星的願望。
小說中喜歡上薇爾莉特並表白，雖被薇爾莉特溫柔地拒絕但兩人關係並沒有被影響。薇爾莉特承諾會多看觀星的書，了解天文。後來兩人在沙漠相遇，薇爾莉特對他說自己學懂了不少天文知識。
其姓氏取自黑鰻藤屬。
奧斯卡·韋伯斯特（Oscar Webster，聲：瀧知史）
於羅斯威爾隱居的著名劇作家。
在小說中，聽朋友介紹聘請自動手記人偶，但以為是高科技的機器人，後來不小心見到薇爾莉特在換衣服，才知道薇爾莉特是人類。
妻子因病逝世，而他女兒奧莉維雅（Olivia Webster，聲：千本木彩花）也患上同一疾病，9歲時病逝。他在女兒逝世後酗酒成性，多年後決定再度創作劇本，但因手抖無法執筆，因此聘請人偶為其代筆。寫作途中薇爾莉特為奧斯卡完成其女兒希望以遮陽傘在小湖上行走的願望。在薇爾莉特的幫助下完成劇本，最後向她贈送該把傘作為謝禮。
安·馬格諾利亞（Anne Magnolia，聲：諸星堇）
馬格諾利亞家的獨生女，父母在她年少時離婚，與其母親克萊拉（Clara，聲：川澄綾子）相依為命。
安7歲時，母親克萊拉為病所困。因母親知道自己時間不多，故花了不少時間與不同的人預早商討房子歸屬等問題。安非常討厭家裏的訪客奪去她與母親的共處時間。
後來母親聘請薇爾莉特為她代筆，寫了50封給女兒的信，希望在女兒未來每年的生日為她送上祝福信。安在一星期的人偶租借期間與她培養出深厚的友情。
母親過世後每年生日時都期待著來自母親的信。長大後與一名男子結婚，誕下一名女嬰，依然住在與母親一直居住的房子。多年後，其外孫女黛西透過保存下來的信件尋找薇爾莉特生活過的足跡。
其姓氏取自木蘭屬。
艾丹·菲爾德（Aiden Field，聲：淺沼晉太郎）
為辛坦加爾國停戰派第34號軍團效命的士兵，在參戰期間向C·H郵政公司請求使用其自動手記人偶服務。
在執行任務時被國內復戰派襲擊並受重傷，後被趕到的薇爾莉特救出，在死前要求她代寫信給其父母和青梅竹馬兼心上人瑪莉亞（Maria，聲：須藤祐實），最終傷重不治身亡，該兩封信亦成為其遺書。

## 出版書籍
| 集數 | 標題 | 京都動畫       | 京都動畫               |
| 集數 | 標題 | 發售日期       | ISBN                   |
| ---- | ---- | -------------- | ---------------------- |
| 1    |      | 2015年12月25日 | ISBN 978-4-907064-43-3 |
| 2    |      | 2016年12月25日 | ISBN 978-4-907064-44-0 |
| 3    |      | 2018年3月23日  | ISBN 978-4-907064-81-5 |
| 4    |      | 2020年3月27日  | ISBN 978-4-910052-04-5 |

## 電視動畫

### 製作人員
- 導演：石立太一
- 劇本統籌：吉田玲子
- 角色設計、作畫指導：高瀨亞貴子
- 系列演出：藤田春香
- 世界观设定：鈴木貴昭
- 美術導演：渡邊美希子
- 色彩設計：米田侑加
- 攝影指導：船本孝平
- 3D导演：山本倫
- 3D美術：鵜ノ口穣二
- 3DCG：梅津哲郎
- 小物設定：高橋博行、太田稔
- 剪接：重村建吾
- 動畫檢查：黑田比呂子
- 特殊效果：三浦理奈
- 音效指導：鶴岡陽太
- 音乐：Evan Call
- 動畫製作：京都動畫
- 製作：紫羅蘭永恆花園製作委員會（京都動畫、PONY CANYON、ABC動畫、Lantis、樂音舍）

來源：

### 主題曲
片頭曲《Sincerely》（第3話、第4話、第6話—第8話、第11話、第12話）
作詞：唐澤美帆，作曲：堀江晶太，編曲：堀江晶太、Evan Call，主唱：TRUE
片尾曲（第2話—第8話、第10話—第12話）
作詞、主唱：茅原實里，作曲、編曲：菊田大介
特別片尾曲（第9話）
作詞、主唱：結城愛良，作曲、編曲：Evan Call
印象曲《Violet Snow》（PV、第13話）
作詞：西田恵美，作曲、編曲：川崎里實，主唱：結城愛良（原唱）、凱特·希金斯（英語版）、Michelle Michina（法語版）、Kang Min-joo（韓語版）、利得彙（華語版）
插入曲《The Songstress Aria》（Extra Episode）
作詞、作曲、編曲：Evan Call，主唱：TRUE
插入曲《Letter》（Extra Episode）
作詞：唐澤美帆，作曲：堀江晶太，編曲：Evan Call，主唱：TRUE
插入曲《Never Coming Back》

### 各話列表
| 話數          | 日文標題   | 中文標題                                | 劇本     | 分鏡                       | 演出                       | 作畫監督                                         | 改編原作篇章          |
| ------------- | ---------- | --------------------------------------- | -------- | -------------------------- | -------------------------- | ------------------------------------------------ | --------------------- |
| 第1話         |            | 「我愛你」與自動手記人偶                | 吉田玲子 | 石立太一                   | 石立太一 藤田春香 澤真平   | 丸木宣明、高瀨亞貴子 明見裕子、丸子達就          | 下卷第二章            |
| 第2話         |            | 「回不來了」                            | 吉田玲子 | 藤田春香                   | 藤田春香                   | 植野千世子                                       | 原創                  |
| 第3話         |            | 「祝你成為一位優秀的自動手記人偶」      | 浦畑達彦 | 北之原孝將                 | 北之原孝將                 | 明見裕子                                         | 原創                  |
| 第4話         |            | 「你將不再是道具 而是成為人如其名的人」 | 吉田玲子 | 武本康弘                   | 澤真平                     | 角田有希                                         | 原創                  |
| 第5話         |            | 「寫替人結緣的書信嗎？」                | 鈴木貴昭 | 山田尚子                   | 藤田春香 澤真平            | 植野千世子                                       | 外傳第一章            |
| 第6話         |            | 「在某處的星空下」                      | 浦畑達彦 | 三好一郎                   | 三好一郎                   | 角田有希                                         | 上卷第四章            |
| 第7話         |            | 「 」                                   | 吉田玲子 | 山村卓也                   | 山村卓也                   | 門脇未来、植野千世子 角田有希                    | 上卷第一章            |
| 第8話         | ＊No Title | ＊No Title                              | 吉田玲子 | 澤真平                     | 澤真平                     | 岡村公平                                         | 上卷第六章            |
| 第9話         |            | 「薇爾莉特·伊芙加登」                   | 吉田玲子 | 武本康弘                   | 武本康弘                   | 丸子達就、岡村公平                               | 下卷第一章            |
| 第10話        |            | 「愛妳的人始終會守護著妳」              | 吉田玲子 | 小川太一                   | 小川太一                   | 丸木宣明                                         | 上卷第二章            |
| 第11話        |            | 「再也不想讓任何人死去」                | 浦畑達彦 | 北之原孝將                 | 北之原孝將                 | 明見裕子、池田晶子 丸子達就                      | 上卷第三章            |
| 第12話        | *No Title  | *No Title                               | 鈴木貴昭 | 河浪榮作 山村卓也 藤田春香 | 澤真平 山村卓也            | 植野千世子、池田和美 門脇未來、池田晶子 丸木宣明 | 下卷第七章            |
| 第13話        |            | 自動手記人偶與「我愛你」                | 吉田玲子 | 石立太一                   | 石立太一 藤田春香          | 角田有希、丸子達就 門脇未來、丸木宣明            | 下卷第六章 下卷第七章 |
| Extra Episode |            | 有朝一日妳也一定會理解“愛”              | 浦畑達彦 | 石立太一 藤田春香          | 石立太一 藤田春香 小川太一 | 丸木宣明、角田有希 丸子達就、高瀨亞貴子          | 原創                  |

### BD／DVD
| 卷數 | 發售日期     | 收錄話數                      | 規格編號   | 規格編號   |
| 卷數 | 發售日期     | 收錄話數                      | BD         | DVD        |
| ---- | ------------ | ----------------------------- | ---------- | ---------- |
| 1    | 2018年4月4日 | 第1話－第3話                  | PCXE-50811 | PCBE-55901 |
| 2    | 2018年5月2日 | 第4話－第7話                  | PCXE-50812 | PCBE-55902 |
| 3    | 2018年6月6日 | 第8話－第10話                 | PCXE-50813 | PCBE-55903 |
| 4    | 2018年7月4日 | 第11話－第13話、Extra Episode | PCXE-50814 | PCBE-55904 |

### 播放電視台
日本深夜動畫：下文記載的日本国内播放時間使用日本標準時間（UTC+9）表示。因為部分時間标识會採用30小时制，因此請留意这类超过24:00的时间，其實際播放時間為翌日清晨。
| 播放日期                | 播放時間           | 播放電視台       | 播放區域   | 備註                      |
| ----------------------- | ------------------ | ---------------- | ---------- | ------------------------- |
| 2018年1月11日 - 4月5日  | 星期四 0:00 - 0:30 | TOKYO MX         | 東京都     |                           |
|                         | 星期四 2:05 - 2:35 | 愛知電視台       | 愛知縣     |                           |
|                         | 星期四 2:15 - 2:45 | ABC朝日放送      | 近畿廣域圏 | 『星期三動畫』第1部       |
| 2018年1月12日 - 4月6日  | 星期五 0:00 - 0:30 | 日本BS放送(BS11) | 日本全國   | 衛星電視 / 『ANIME+節目』 |
| 2018年1月14日 - 4月8日  | 星期日 2:30 - 3:00 | 北海道電視台     | 北海道     |                           |
| 2018年1月21日 - 4月15日 | 星期日 1:30 - 2:00 | 青森朝日放送     | 青森縣     |                           |

| 網路播放日期           | 網路播放時間（UTC+8）                             | 播放網路平台                                                           | 備註                   | 2018年1月11日 - 4月5日 |
| ---------------------- | ------------------------------------------------- | ---------------------------------------------------------------------- | ---------------------- | ---------------------- |
| 星期三 深夜 24:00 更新 | bilibili                                          | 播放期间，最新一話須付費收看。播放完毕后，第一话外的内容都需付费观看。 | 2018年1月11日 - 4月5日 | 星期四 下午 16:00 更新 |
| Netflix                | 多國语言字幕和配音 部分國家於2018年春季全集數上架 |                                                                        |                        |                        |

## 註解
1. 1 2  此紫羅蘭不是真正的紫羅蘭（學名：Matthiola incana），而是堇菜属（Viola）植物。
2. ↑  《紫羅蘭永恆花園》是第五屆京都動畫大獎的輕小說大賞得主，京都動畫大獎截至2017年總共舉辦七屆，除第五屆外沒有任何大賞獎作品。
3. ↑  薇爾莉特·伊芙加登在Ever After第四章書信說：「喜歡您，我喜歡您，我愛慕著您這份感情盈滿了我的心，無法停下。從很久之前在您對我說愛我的更久之前我就喜歡著您。深愛著您的薇爾莉特·伊芙加登。」
4. ↑  薇爾莉特·伊芙加登在Ever After第五章對基爾伯特說：「請不要懷疑，我是屬於您的，我深愛著您，少佐。」
5. ↑  基爾伯特在《Ever After》第五章親吻薇爾莉特後說：「薇爾莉特，只有妳能勝任，妳會與我共度一生，再也不會離開⋯⋯這句誓言，我可以收下嗎？」
6. ↑  於動畫第二集與外傳電影中提及」
7. ↑  其姓氏取自德文的翅膀。
8. ↑  依IP所在地區對應